# Desa Pasirputih (administrativ by i Indonesien, Nusa Tenggara Timur, lat -8,52, long 119,79)
Desa Pasirputih är en administrativ by i Indonesien.   Den ligger i provinsen Nusa Tenggara Timur, i den centrala delen av landet, 1 500 km öster om huvudstaden Jakarta. Desa Pasirputih ligger på ön Pulau Pungu Besar.